# SE-Aviation MCR

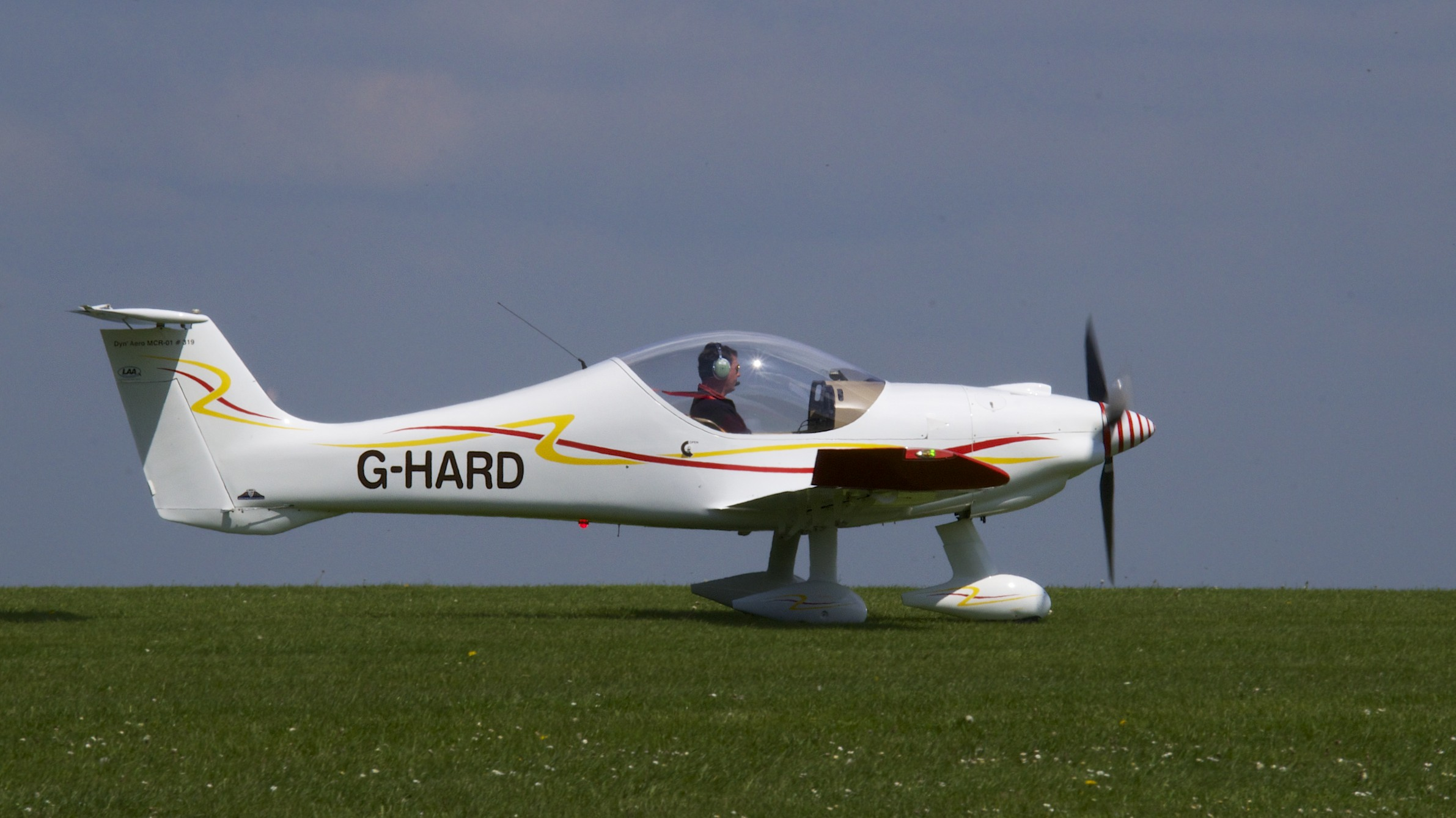
DynAero MCR-01 'Club'

Die SE-Aviation MCR ist ein Kleinflugzeug, das als UL oder VLA Variante gebaut wird. Hersteller war bis zum Konkurs 2015 das in Darois, Frankreich ansässige Unternehmen DynAero (Eigenschreibweise auch Dyn'Aero). Seit 2015 ist der Typ als Bausatz oder ready-to-fly vom französischen Hersteller SE-Aviation erhältlich. Sie wird als zwei- oder viersitziger Tiefdecker im Wesentlichen aus kohlenstofffaserverstärktem Kunststoff hergestellt. Der deutsche Importeur und Musterbetreuer ist die Firma Korff in Miltenberg.

## Entwicklung
Die MCR ist eine Variante des ursprünglich von Michel Colomban entworfenen Leichtflugzeugs „Colomban MC-100“.

## MCR01 VLA
Die MCR01 VLA (Sportster) ist die JAR-VLA (Very Light Aircraft) Version der MCR, mit kombinierten Flaperons, die in vielen Ländern eingesetzt und meist mit Privatpiloten-Lizenz geflogen wird. Die Höchstgeschwindigkeit beträgt 318 km/h, wenn sie mit dem 100 PS (75 kW) Rotax 912ULS betrieben wird, während die Stallgeschwindigkeit in der Landekonfiguration 87 km/h ist. Der Flügel dieses Flugzeuges hat eine Tiefe von 0,8 m und einen Flächeninhalt von 5,20 m².

## CLUB MCR01
Die MCR01 ist eine Version mit einem gegenüber der VLA-Variante vergrößerten Flügel, die damit den Regelungen für Ultraleichtflugzeuge in Ländern wie z. B. Australien und Neuseeland entspricht.

## MCR01 ULC
Die MCR01 ULC wurde entwickelt, um den Fédération-Aéronautique-Internationale-Regeln zu entsprechen. Sie hat eine Spannweite von 8,64 m, einen Flächeninhalt von 8,13 m², fliegt den deutschen Regeln entsprechend mit 63 km/h (39 mph) Stallgeschwindigkeit. Die Reisegeschwindigkeit beträgt 230 km/h, die Vne beträgt 270 km/h mit dem Rotax 912UL, 80-PS-Motor.
Die MCR01 ULC kann auch als Schleppflugzeug eingesetzt werden.

## MCR 4S
Die Variante MRC 4S ist eine viersitzige Version, die jedoch zu schwer für die Zulassung in der ultraleichten Mike-Klasse (D-Mxxx) ist. Deshalb muss sie als Echo (D-Exxx) registriert werden. Die MCR4S wird entweder durch den 100 PS Rotax 912ULS oder den 115 PS Rotax 914 angetrieben werden. Sie hat ein Standardleergewicht von 350 kg und ein maximales Startgewicht von 750 kg.